# Tímea Merényi
Tímea-Krisztina Merényi, née le 6 juillet 1971 est une coureuse de fond hongroise. Elle a terminé deuxième de la Coupe du monde de course en montagne 2015 et a remporté cinq titres de championne de Hongrie de course en montagne.

## Biographie
Pratiquant l'athlétisme durant sa jeunesse, Tímea s'entraîne en vue de courir un marathon mais abandonne son objectif. Elle se retire de la compétition durant dix-sept ans pour exercer son métier de coiffeuse. Rencontrant par hasard son ancien entraîneur, elle accepte d'effectuer son retour la compétition à quarante ans,. Elle s'essaie à plusieurs disciplines, dont le cross-country et la course en montagne où elle démontre de bons résultats en décrochant la médaille d'argent lors des championnats de Hongrie. Elle participe à son premier marathon le 7 octobre 2012 à Budapest et à sa grande surprise remporte la course. Cette dernière faisant office de championnats de Hongrie, Timea décroche son premier titre national.
Elle confirme son attrait pour la course en montagne en décrochant la troisième place du marathon de Zermatt puis en remportant le titre national le 13 juillet à Visegrád.
Forte de ces succès, elle se concentre sur la discipline de course en montagne en 2014. Participant à la Coupe du monde de course en montagne, elle décroche des podiums au Grand Ballon et au Grintovec, prenant la tête provisoire du classement. Moins présente en fin de saison, elle se classe finalement troisième derrière Andrea Mayr et Mateja Kosovelj. En octobre, elle prend part au Tour de Tirol avec sa compatriote Simona Staicu. Elle domine les deux premières épreuves, remportant le Kaisermarathon avec plus de six minutes d'avance sur Simona. Elle termine deuxième du Pölven Trail derrière Katharina Zipser et s'adjuge le classement général.
Elle participe plus assidûment à la Coupe du monde de course en montagne 2015 et enchaîne les podiums sur les quatre premières manches, pointant en tête provisoire après la course de montagne de l'Asitzgipfel. Le 4 juillet, elle prend à nouveau le départ du marathon de Zermatt qui accueille les championnats du monde de course en montagne longue distance. Forte de son expérience du parcours, Timea décroche la dixième place, le meilleur résultat d'en athlète hongrois aux championnats du monde de course de montagne. Absente des deux dernières manches, Timea termine à la deuxième place de la Coupe du monde de course en montagne derrière Sarah Tunstall. Le 11 octobre, elle prend le départ du marathon de Budapest comme l'une des deux favorites avec Simona Staicu. Cette dernière n'ayant pas eu suffisamment de temps pour récupérer après le marathon de Berlin deux semaines auparavant, elle ne parvient pas à conserver la tête dans les derniers kilomètres. Timea hausse le rythme en fin de course pour aller chercher la victoire et son deuxième titre de championne de Hongrie de marathon, tout en signant son record personnel en 2 h 45 min 11 s.
Le 8 mai 2016, elle remporte son cinquième titre national de course en montagne en s'imposant sur le semi-marathon d'Ózd.

## Palmarès

### Route
| Année | Compétition                | Lieu       | Place | Épreuve           | Temps           |
| ----- | -------------------------- | ---------- | ----- | ----------------- | --------------- |
| 2012  | Semi-marathon de Budapest  | Budapest   | 4e    | Semi-marathon     | 1 h 20 min 27 s |
| 2012  | Marathon de Budapest       | Budapest   | 1re   | Marathon          | 2 h 49 min 30 s |
| 2012  | Semi-marathon de Ljubljana | Ljubljana  | 1re   | Semi-marathon     | 1 h 19 min 40 s |
| 2013  | Marathon de Plitvice       | Plitvice   | 3e    | Marathon          | 2 h 55 min 46 s |
| 2013  | Marathon de Budapest       | Budapest   | 3e    | Marathon          | 2 h 51 min 44 s |
| 2014  | Söller Zehner              | Söll       | 1re   | 10 kilomètres     | 38 min 45 s     |
| 2014  | Tour de Tirol              | Söll       | 1re   | Course par étapes | 6 h 39 min 18 s |
| 2015  | Marathon de Rotterdam      | Rotterdam  | 15e   | Marathon          | 2 h 48 min 37 s |
| 2015  | Semi-marathon de Budapest  | Budapest   | 4e    | Semi-marathon     | 1 h 19 min 10 s |
| 2015  | Marathon de Budapest       | Budapest   | 1re   | Marathon          | 2 h 45 min 11 s |
| 2016  | Marathon de Gold Coast     | Gold Coast | 12e   | Marathon          | 2 h 46 min 37 s |

### Course en montagne
| no  | féminin            | Course                                                      | Longueur | Départ           | Temps           |
| --- | ------------------ | ----------------------------------------------------------- | -------- | ---------------- | --------------- |
| 1re | Médaille d'or      | Championnats de Hongrie de course en montagne               | 6 km     | 13 juillet 2013  | 26 min 58 s     |
| 36e | Médaille de bronze | Marathon de Zermatt                                         | 42,2 km  | 6 juillet 2013   | 3 h 57 min 19 s |
|     | Médaille d'or      | Championnats de Hongrie de semi-marathon de montagne        | 21,1 km  | 18 mai 2014      | 1 h 31 min 7 s  |
| 2e  | Médaille d'argent  | Montée du Grand Ballon                                      | 9 km     | 15 juin 2014     | 49 min 12 s     |
| 24e | Médaille de bronze | Marathon de Zermatt                                         | 42,2 km  | 5 juillet 2014   | 3 h 41 min 55 s |
| 15e | Médaille d'or      | Championnats de Hongrie de course en montagne               | 10,2 km  | 20 juillet 2014  | 58 min 20 s     |
| 70e | Médaille de bronze | Course de montagne du Grintovec                             | 9,6 km   | 27 juillet 2014  | 1 h 46 min 45 s |
| 26e | Médaille de bronze | Glacier 3000 Run                                            | 26 km    | 9 août 2014      | 3 h 1 min 22 s  |
| 8e  | Médaille d'or      | Kaisermarathon                                              | 42,2 km  | 4 octobre 2014   | 3 h 47 min 54 s |
| 40e | Médaille d'argent  | Pölven Trail                                                | 23 km    | 5 octobre 2014   | 2 h 12 min 38 s |
|     | Médaille d'or      | Championnats de Hongrie de semi-marathon de montagne        | 21,1 km  | 20 mai 2015      | 1 h 31 min 5 s  |
| 2e  | Médaille d'argent  | Course du Ratitovec                                         | 7,3 km   | 7 juin 2015      | 51 min 14 s     |
| 3e  | Médaille de bronze | Montée du Grand Ballon                                      | 9 km     | 14 juin 2015     | 51 min 32 s     |
| 61e | 10e                | Championnats du monde de course en montagne longue distance | 42,2 km  | 4 juillet 2015   | 3 h 45 min 24 s |
| 58e | Médaille d'argent  | Course de montagne du Grintovec                             | 9,6 km   | 26 juillet 2015  | 1 h 43 min 8 s  |
| 36e | Médaille de bronze | Course de montagne de l'Asitzgipfel                         | 6,8 km   | 6 septembre 2015 | 48 min 16 s     |
| 10e | Médaille d'or      | Championnats de Hongrie de semi-marathon de montagne        | 21,1 km  | 8 mai 2016       | 1 h 32 min 5 s  |

## Records
| Épreuve       | Performance     | Date              | Lieu           |
| ------------- | --------------- | ----------------- | -------------- |
| 5 000 mètres  | 17 min 19 s 34  | 11 mai 2014       | Nyíregyháza    |
| 10 000 mètres | 35 min 46 s 51  | 4 mai 2014        | Budapest       |
| 10 kilomètres | 35 min 46 s     | 27 septembre 2015 | Budapest       |
| 15 kilomètres | 57 min 1 s      | 13 octobre 1990   | Székesfehérvár |
| 20 kilomètres | 1 h 13 min 53 s | 10 octobre 1992   | Székesfehérvár |
| Semi-marathon | 1 h 17 min 59 s | 30 mars 2014      | Budapest       |
| 25 kilomètres | 1 h 32 min 18 s | 23 février 1992   | Harkány        |
| Marathon      | 2 h 45 min 11 s | 11 octobre 2015   | Budapest       |